# Quadrângulo de Aeolis
O quadrângulo de Aeolis é um de uma série de 30 quadrângulos em Marte estabelecidos pelo Programa de Pesquisa de Astrogeologia do Serviço Geológico dos Estados Unidos (USGS em inglês). Também pode-se referir ao quadrângulo de Aeolis como MC-23 (Mars Chart-23).
O quadrângulo de Aeolis cobre uma área que vai de 180° a 225° W e 0° a 30° S em Marte.  Essa região é famosa por causa da aterrissagem da sonda Spirit (14.5718° S e 175.4785° E) em 4 de janeiro de 2004 tendo rondado a área da cratera Gusev obtendo imagens e analisando rochas.

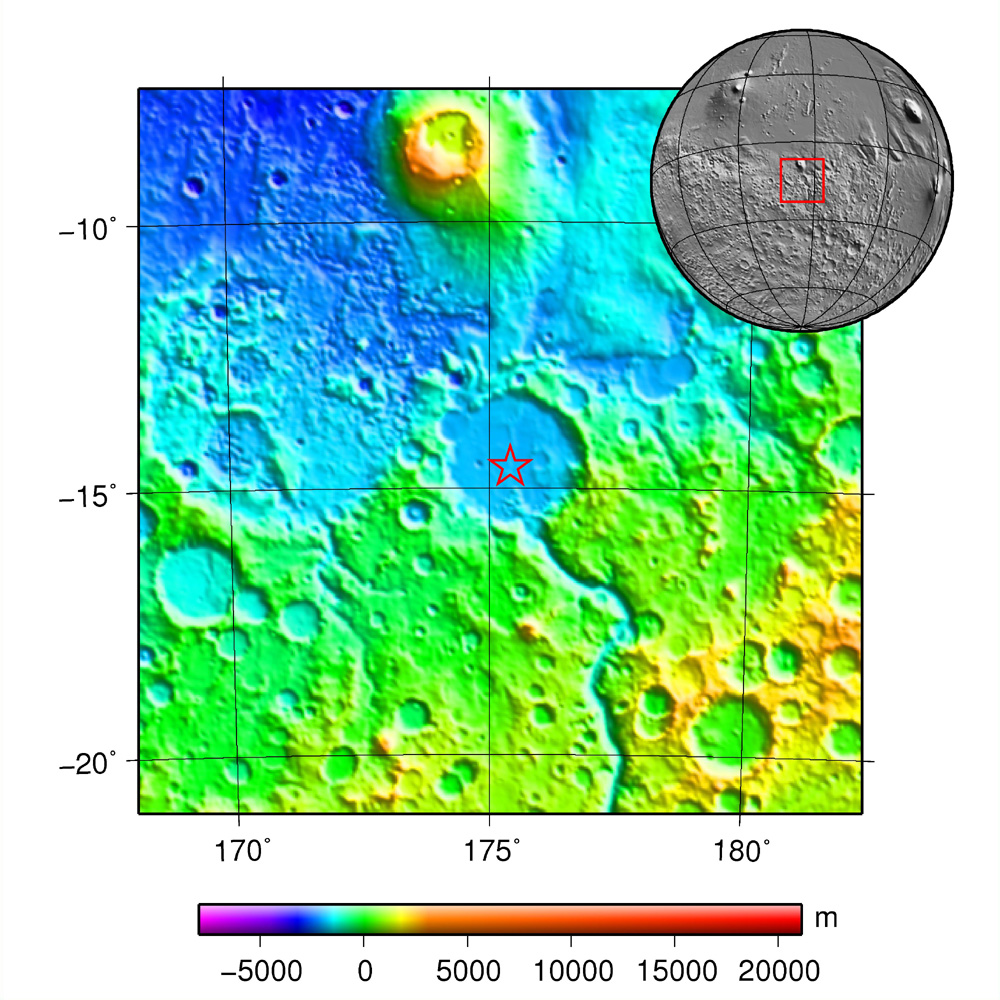
Uma vista geral do local de pouso da MER-A Spirit (destacado com uma estrela).

## Ma'adim Vallis
Um vale antigo e extenso, chamado Ma'adim Vallis, desemboca na borda sul da cratera Gusev, levando a crer que a cratera Gusev tenha sido um antigo leito de um lago.  No entanto, parece que o fluxo vulcânico cobriu os sedimentos do leito lacustre. Apollinaris Patera, um grande vulcão, se situa logo a norte da cratera Gusev.
Estudos recentes levam os cientistas a acreditar que a água que formou o Ma'adim Vallis se originou em um complexo de lagos. Quando o lago maior transbordou acima do ponto mais baixo de sua margem, uma enxurrada torrencial teria corrido a norte, esculpindo o sinuoso Ma'adim Vallis. A norte do Ma'adim Vallis, as águas da enxurrada teriam corrido para a cratera Gusev.

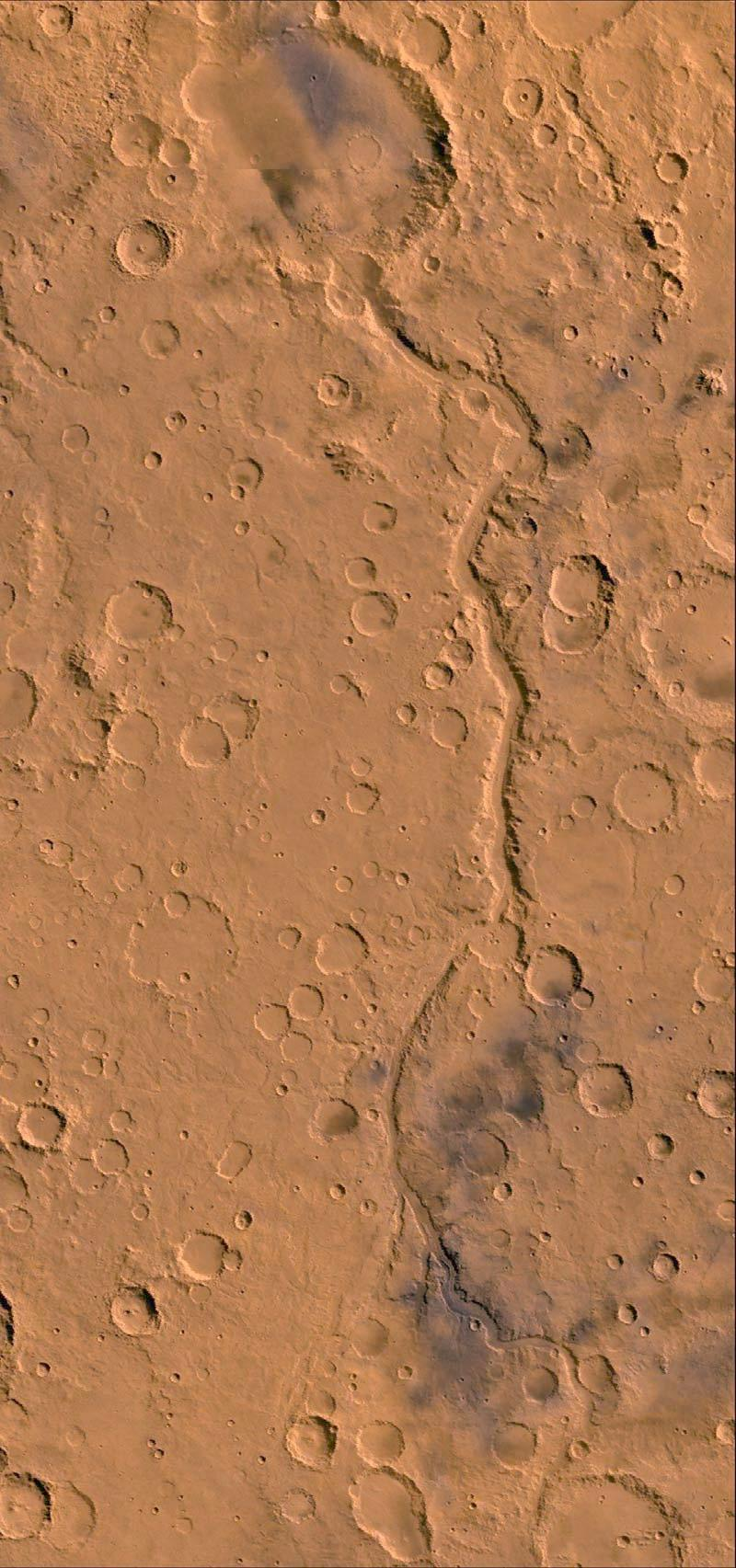
Ma'adim Vallis
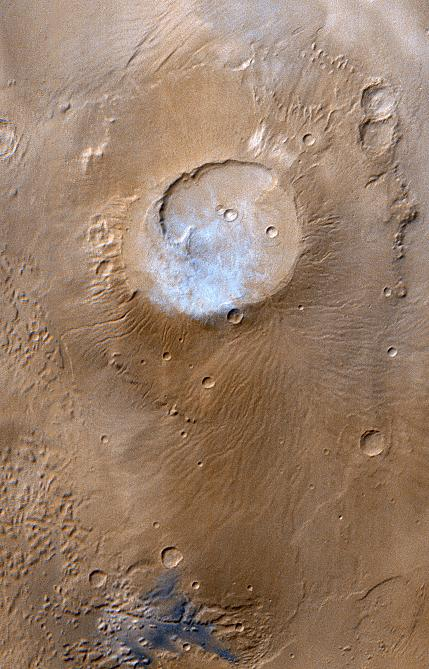
Apollinaris Patera

## Cratera Gale
A cratera Gale, na parte noroeste do quadrângulo de Aeolis é de especial interesse para os geólogos pois contém um montículo central de 2–4 km composto de diversas camadas de rochas sedimentares.  O montículo se eleva acima da borda da cratera, então talvez as camadas cobriram uma área muito mais extensa que a cratera. Essas camadas são um complexo registro do passado. As camadas rochosas levaram provavelmente milhões de anos para se depositar, então um tempo maior a ser erodido as faz mais visíveis.  Há evidências de que a primeira fase da erosão se seguiu de uma maior formação crateras de impacto e de rochas.

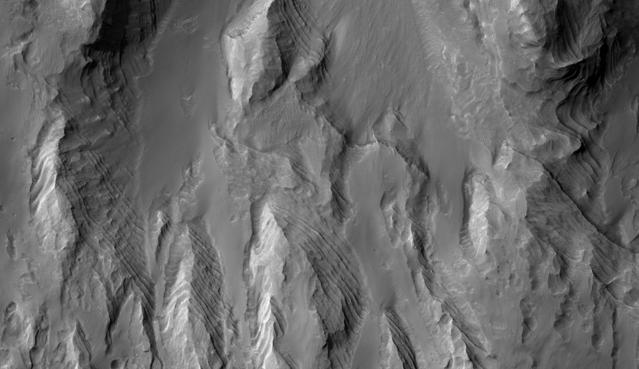
Camadas na cratera Gale vistas pela HiRISE. Camadas podem ter se formado pela deposição em um lago, ou de partículas carregadas pelo vento.
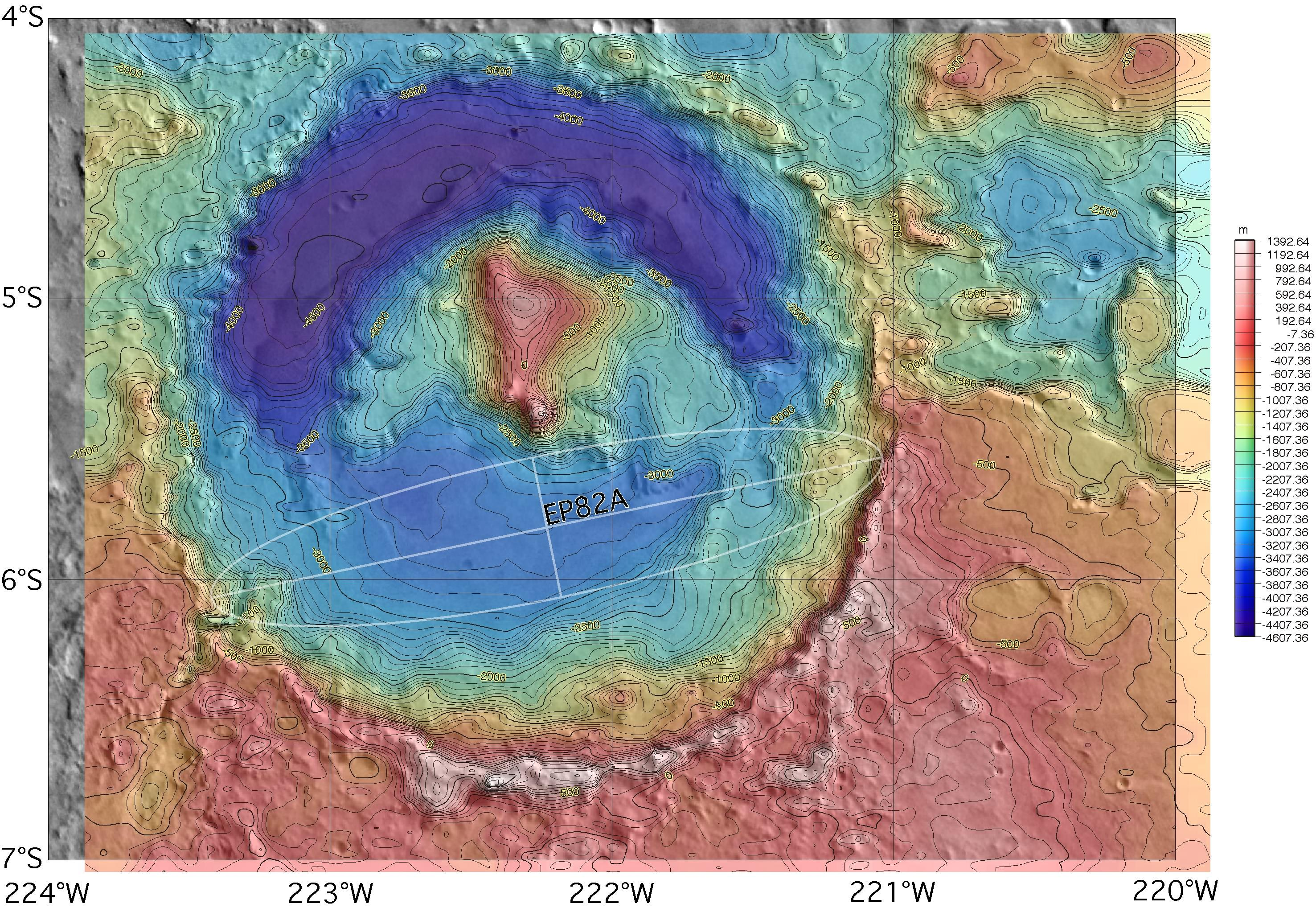
Mapa topográfico de Gale, com o proposto local de pouso para a MER-A (elipse).

## Outras crateras

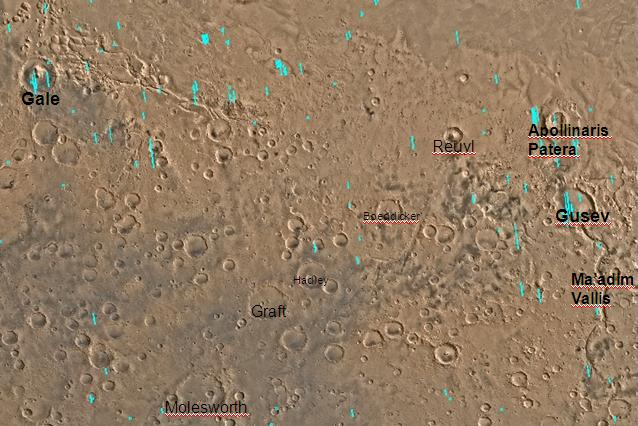
Mapa do quadrângulo de Aeolis. A sonda Spirit aterrissou na cratera Gusev. Foram encontradas rochas vulcânicas que provavelmente vieram de Apollinaris Patera. Uma grande pilha de rochas em camadas repousa no centro da cratera Gale.

Crateras de impacto geralmente possuem uma borda com ejecta ao seu redor, em contraste crateras vulcânicas geralmente não possuem bordas ou depósitos de ejecta.  À medida que as crateras ficam largas, (maior que 10 km de diâmetro), elas geralmente passam a exibir um pico central. O pico é causado por um fluxo do solo da cratera rumo ao centro seguindo o impacto.  Às vezes crateras apresentarão camadas. Tendo em vista que a colisão que produz a cratera é como uma explosão poderosa, rochas das profundezas são trazidas de volta à superfície. Consequentemente, as crateras podem nos mostrar o que se encontra sob a superfície.

## Mars Science Laboratory
O propósito da Mars Science Laboratory é procurar por antigos sinais de vida. Espera-se que uma missão posterior possa então retornar com amostras dos sítios identificados como prováveis locais contendo vestígios de vida. Para que a sonda possa vir ao solo com segurança um é necessário um disco achatado na superfície medindo 19,3 km. Geólogos esperam examinar lugares onde a água formara lagoas.  A intenção deles é examinar camadas de sedimentos. A cratera Gale está entre os quatro locais favoritos para o próximo veículo de exploração de Marte, a Mars Science Lab.

## Relevo invertido
Alguns locais em Marte apresentam relevos invertidos. Nessas localidades, um leito fluvial pode ser uma formação elevada, ao invés de um vale. Os antigos canais de fluxo invertidos podem ter sido causados pela deposição de grandes rochas ou cimentação. Em qualquer caso a erosão desgastaria a terra circundante deixando um antigo canal como um tergo elevado, pois um tergo é mais resistente à erosão.  A imagem abaixo, capturada pela HiRISE da mostra tergos sinuosos que podem ser na verdade antigos canais que se inverteram.

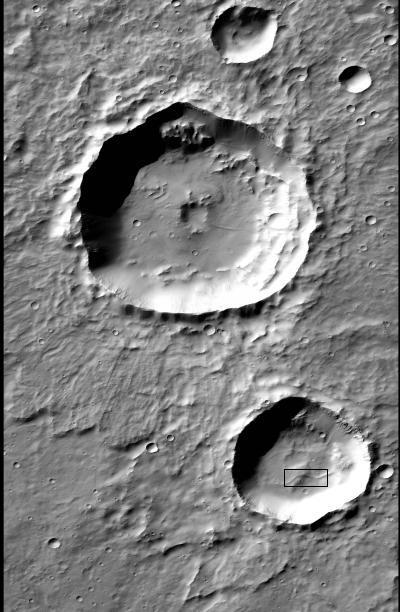
Imagem do CTX das crateras com o quadrado preto indicando a localização da próxima imagem.
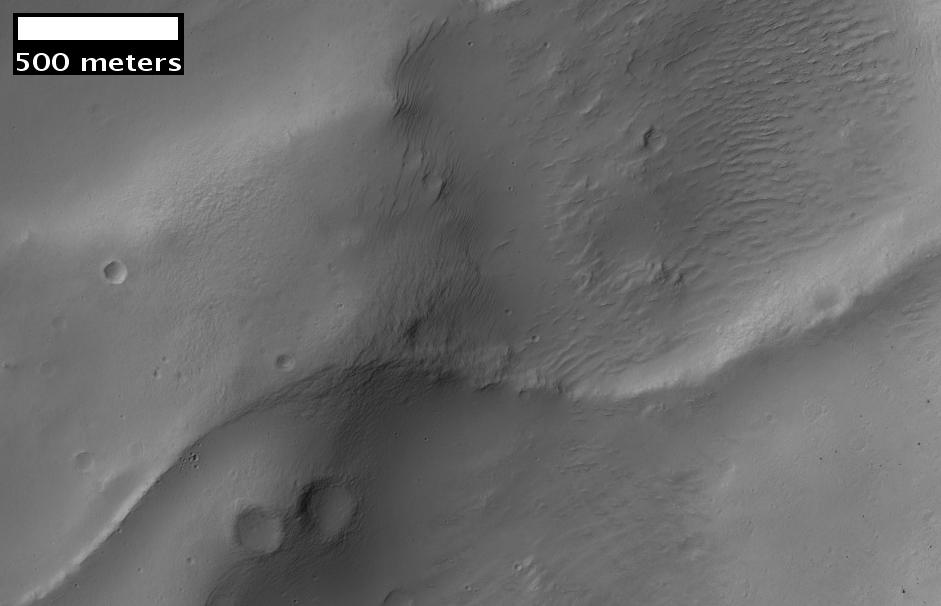
Imagem da foto anterior de um tergo curvo que pode se tratar de um antigo canal que se inverteu. Imagem obtida pela HiRISE sob o programa HiWish.
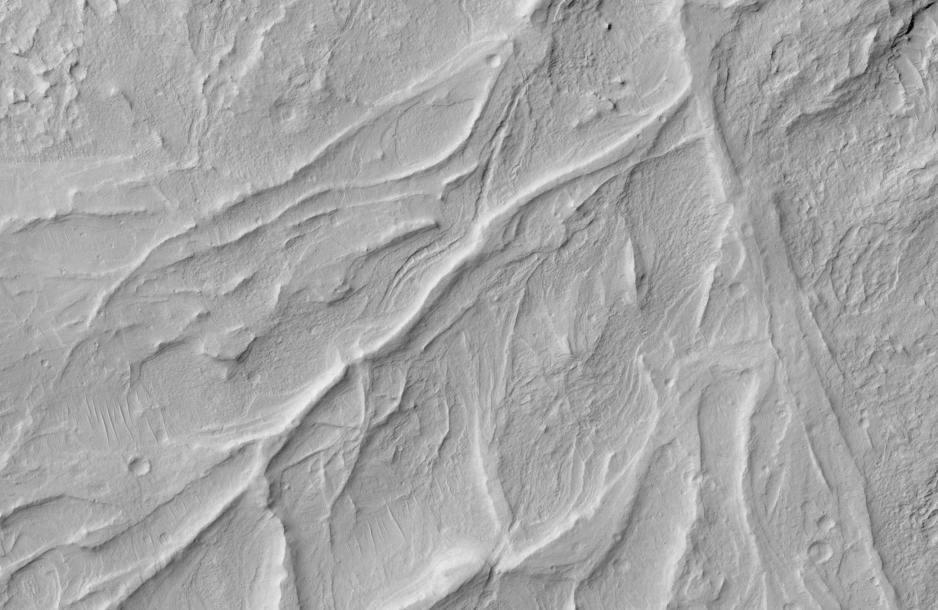
Tergos sinuosos em uma ramificação em um membro inferior da Formação de Medusae Fossae, visto pela HiRISE.  Localização no quadrângulo de Aeolis.

## Yardangs
Yardangs são comuns em Marte. Eles são geralmente visíveis em uma série de tergos lineares paralelos. Especula-se que sua natureza paralela seja causada pela direção dos ventos prevalentes. Duas imagens da HiRISE mostram uma boa perspectiva dos yardangs no quadrângulo de Aeolis.  Yardangs são comuns na Formação de Medusae Fossae em Marte.

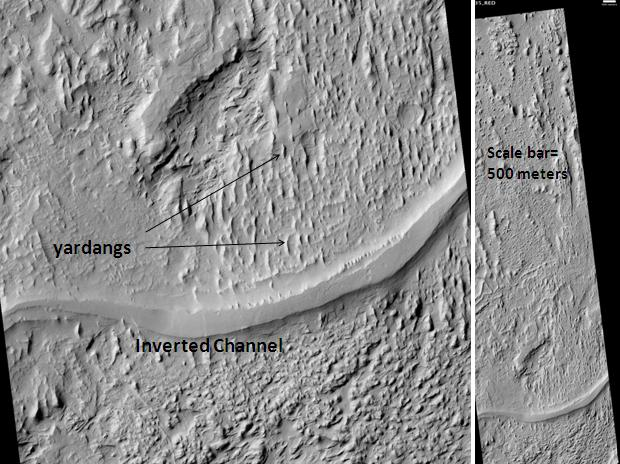
Yardangs de Aeolis Mensae, visto pela HiRISE.  A escala é de 1:500 metros. Clique na imagem para uma melhor visualização dos yardangs.
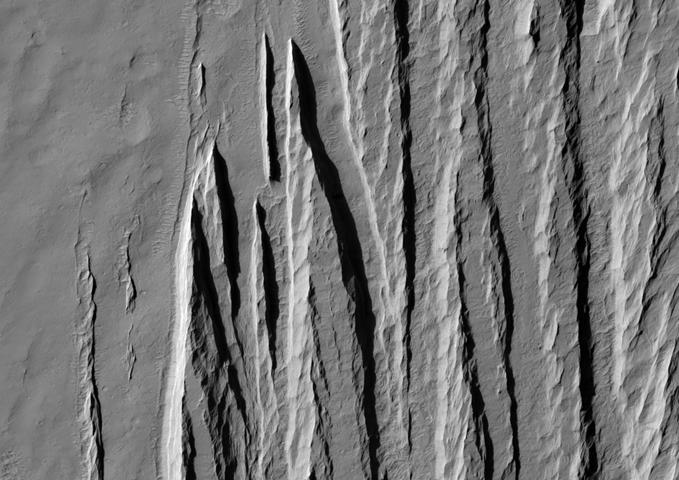
A Formação de Medusae Fossae a sudeste de Apollinaris Patera, visto pela HiRISE.
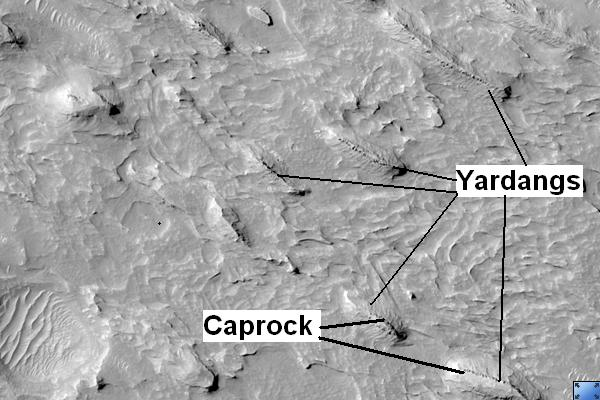
Yardangs na Formação de Medusae Fossae com legendas para as capas rochosas, visto pela HiRISE.  Localização no quadrângulo de Aeolis.

## Galeria

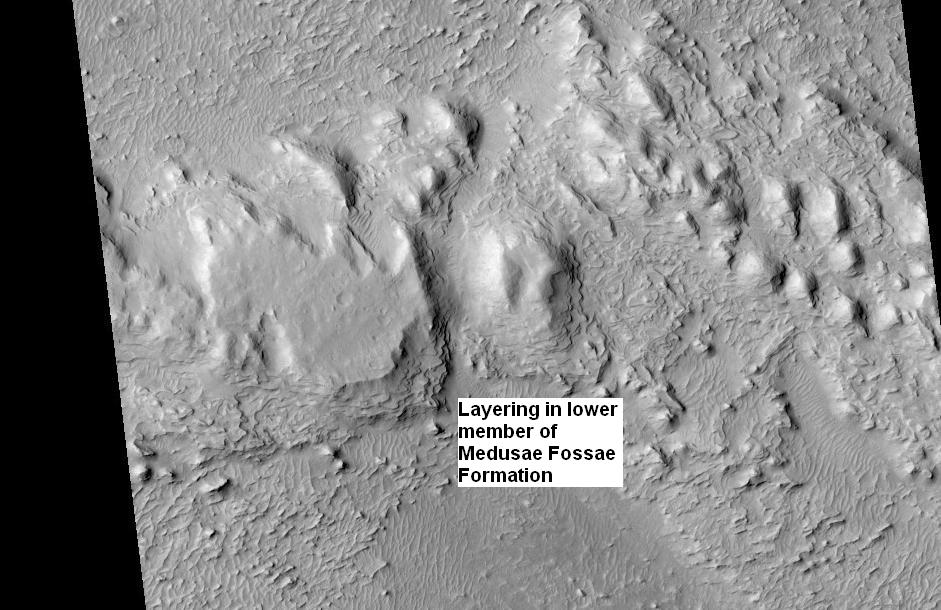
Camadas em um membro inferior da Formação de Medusae Fossae ,  visto pela HiRISE.  Localização no quadrângulo de Aeolis.
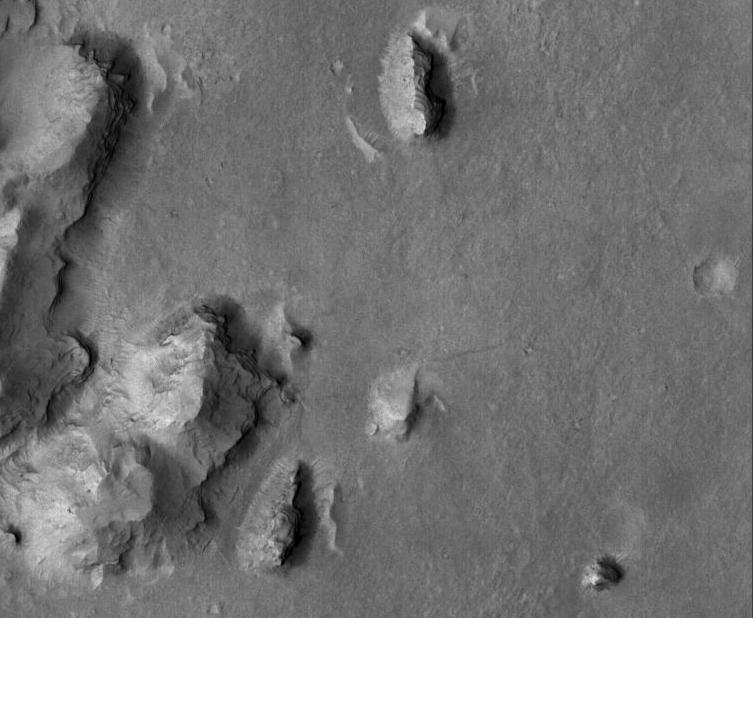
Penedos e camadas em Aeolis, visto pela Mars Global Surveyor.
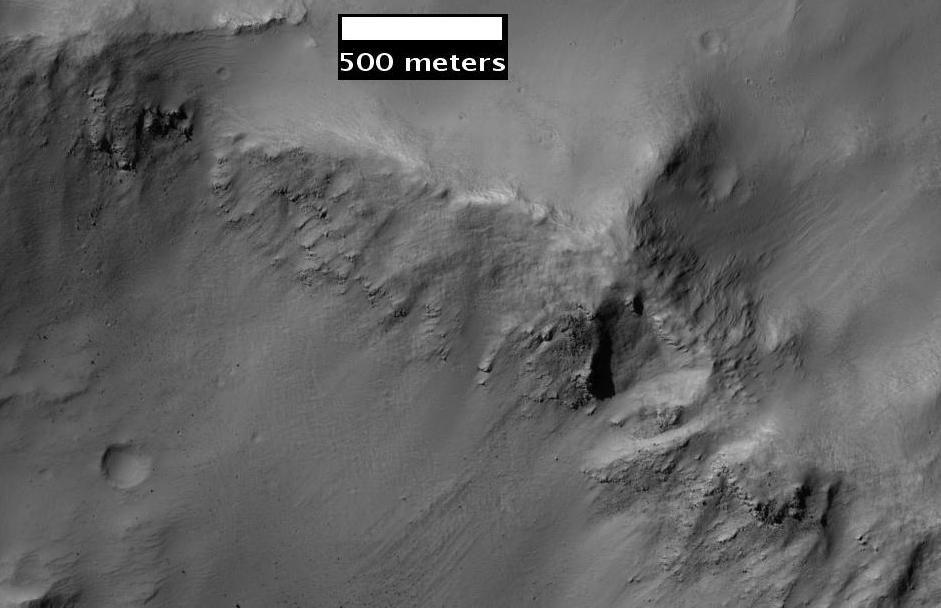
Camadas ao longo da parece de uma cratera em Terra Sirenum no quadrângulo de Aeolis, visto pela HiRISE sob o programa HiWish.